# Никос Теохаропулос
Никос Теохаропулос-Скотидас (на гръцки: Νίκος Θεοχαρόπουλος-Σκοτίδας) е деец на Комунистическата партия на Гърция (КПГ) по време на Гражданската война в Гърция, партизански военачалник.

## Биография
Никос Теохаропулос е роден в 1915 година в гревенското село Кипариси, в семейство от работническа класа. Участва в Италианско-гръцката война (1940-1941) като запасен лейтенант от артилерията и е награден с медал за храброст. След разгрома на Гърция от Германия, се присъединява към Националния освободителен фронт на Гърция (ЕАМ) и е един от първите, които се присъединяват към редиците на Гръцката народна освободителна армия (ЕЛАС). Участва в много сражения като битките при Снихово и Фардикамбос. По-късно е капитан на 28-и полк на ЕЛАС.
На 12 декември 1946 година, по време на започващата Гражданска война в Гърция, Теохаропулос стаа нелегален, като още през есента създава въоръжено формирование. През ноември 1947 година е назначен за командир на Щаба на Западна Македония на Демократичната армия на Гърция (ДАГ). В хода на войната показва големи военни способности и е повише в подполковник, полковник и накрая в генерал-лейтенант от ДАГ. През 1948 година е организатор на Офицерската школа на Генералния щаб на ДАГ, началник-щаб на 670 подразделениее. По-късно е назначен за командир на XI дивизия и след това за командир на X дивизия на ДАГ. Той се отличава с отлично тактическо възприятие, изобретателност в стратегията и дързост във военните маневри. Скотидас беше командир на силите на ДАГ, които окупират Негуш и го задържат в продължение на 4 дни през януари 1949 година. В последния период от дейността си е началник на Оперативната служба на Генералния щаб.
Загива на 11 август 1949 година над Брезница по време на Битката на Вич.